# Geelbuikstruikzanger
De geelbuikstruikzanger (Horornis acanthizoides; synoniem: Cettia acanthizoides) is een zangvogel uit de familie Cettiidae.

## Verspreiding en leefgebied
Deze soort telt 2 ondersoorten:
- H. a. acanthizoides: centraal en zuidoostelijk China.
- H. a. concolor: Taiwan.